# Museo Tinguely
Il Museo Tinguely, progettato dall'architetto ticinese Mario Botta, si trova a Basilea ed  è stato  inaugurato nel 1996.  Esso contiene la maggior esposizione al mondo di opere   dello scultore Jean Tinguely (1925-1991), oltre a opere di Eva Aeppli e Niki de Saint Phalle (prima e seconda moglie dell'artista), e a documenti (lettere, manifesti, cataloghi, fotografie, testi critici), concernenti la vita dell'artista e il clima culturale nel quale egli operò. Accanto alla mostra permanente vengono costantemente organizzate esposizioni temporanee sui contemporanei e sui «compagni di viaggio» dell'artista, ma anche su altri artisti moderni.  Il fulcro del museo è costituito dalle sculture in ferro di Tinguely: si parte dalle opere giovanili per giungere alle gigantesche opere della maturità che possono essere ammirate in tutta la loro complessità e possono essere messe in movimento, nel rispetto della volontà del creatore. Non manca una vasta scelta di disegni, che Tinguely produsse in gran numero durante tutta la sua attività creativa.